# Норфолкски какарики
Норфолкският какарики (Cyanoramphus cookii) е вид птица от семейство Папагалови (Psittacidae). Видът е критично застрашен от изчезване.

## Разпространение и местообитание
Видът е ендемичен за остров Норфолк (разположен между Австралия, Нова Зеландия и Нова Каледония в Тасманово море). Естествените му местообитания са местните тропически гори и околните насаждения и овощни градини.